# Deutsches Panzermuseum Munster
Deutsches Panzermuseum (Deutsches Panzermuseum Munster) (DPM) – muzeum wojskowe poświęcone broni pancernej, zlokalizowane w Munster w Dolnej Saksonii w Niemczech. W muzeum prezentowane są czołgi, pojazdy, broń, mundury, wyposażenie i insygnia wojskowe.
Pierwotnie była to kolekcja szkoleniowa dla żołnierzy uczących się w szkole wojsk pancernych Panzertruppenschule. Obecnie muzeum otwarte jest dla publiczności i zarządzane jest przez szkołę i miejscową gminę. W kolekcji znajduje się około 150 pojazdów, w tym także z I z egzemplarzem A7V „Wotan" i II wojny światowej, z czego duża część z wyposażenia Wehrmachtu.

## Koncepcja
W muzeum przedstawiany jest rozwój niemieckich sił pancernych od I wojny światowej do dziś, epoka po epoce. W toku transformacji koncepcji muzealnej, podejmuje się próbę krytycznego spojrzenia na eksponaty poza historią techniki, z perspektywy jak największej liczby perspektyw. Obejmuje to ujęcia społeczne, ekonomiczne, polityczne i kulturowo-historyczne, a także rozważania na temat konstruowania historii i kultury pamięci. Klasyfikacja eksponatów w kontekście historyczno-naukowym jest więc naczelną zasadą działania muzeum. W związku z tym muzeum jest zaangażowane w podejście do „nowoczesnej historii wojskowości” i dlatego oprócz tych ogólnych aspektów historycznych zajmuje się również „klasycznymi” podstawowymi tematami historii wojskowości, takimi jak historia operacji, organizacja i taktyka.
Od 2010 muzeum używa hasła „Technologia – Kultura – Społeczeństwo”, aby wskazać na ścisły związek i współzależność różnych perspektyw. Wykorzystuje się w tym celu mieszankę środków dydaktycznych i muzealno-pedagogicznych: oprócz znaków eksponatów dostępne są również wycieczki z przewodnikiem i stacje wideo z historycznymi materiałami filmowymi. Na ofertę edukacyjną muzeum składają się oprowadzania muzealne, seminaria projektowe i oprowadzania z przewodnikiem dla klas szkolnych i grup młodzieżowych od klasy 8.

## Wystawy towarzyszące
DPM pokazuje czasowe wystawy specjalne, które obejmują szeroki zakres tematów takich jak latem 2009 Obóz pracy w  Workucie, czy wystawa „Była sobie kiedyś wojna” z obrazami malarki Wiebke Kramer (2010), oraz w 2010 „To przekracza granice rozsądku” dla kampanii we Francji w 1940.

## Galeria

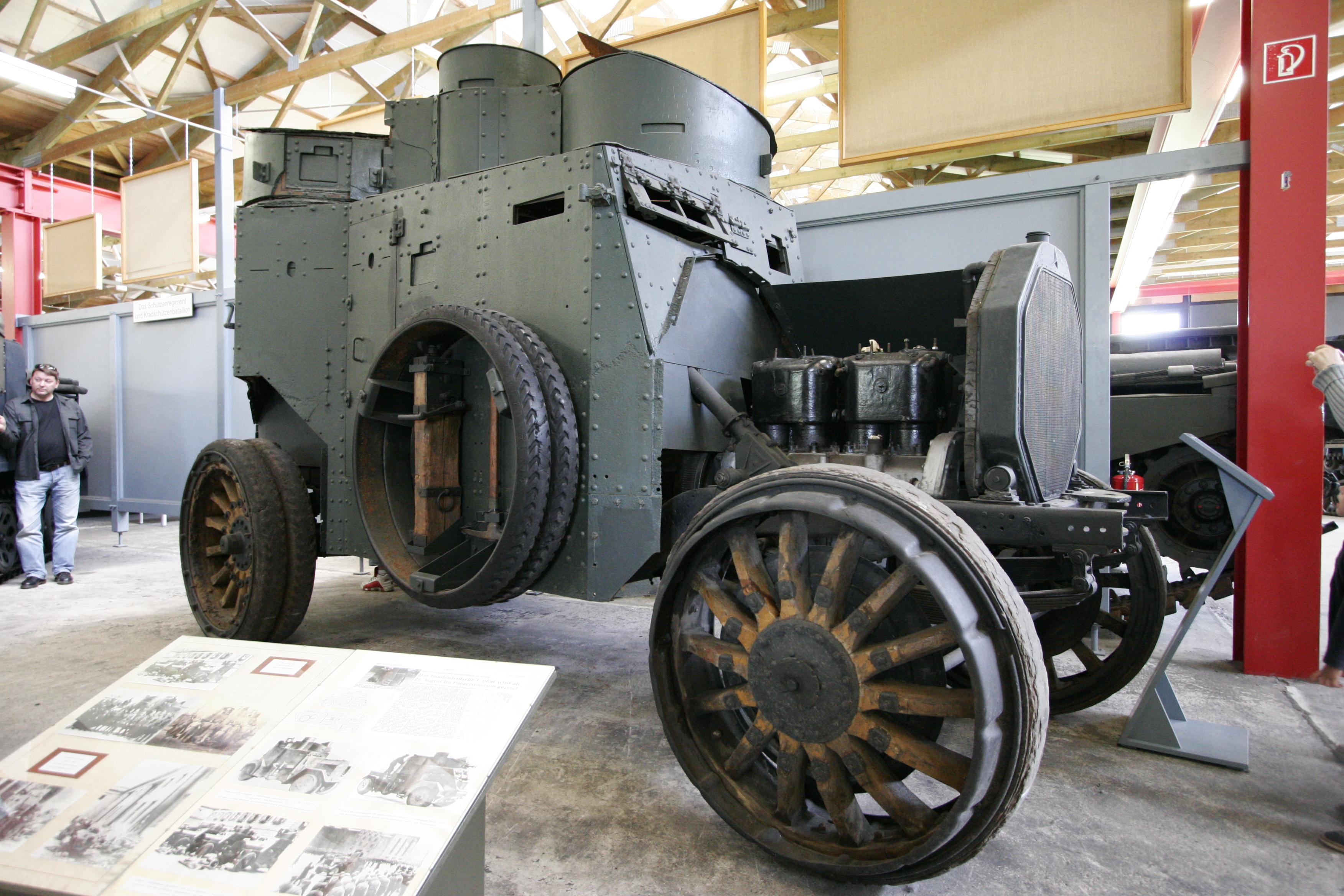
Samochód specjalny policji porządkowej typ Daimler DZVR 21
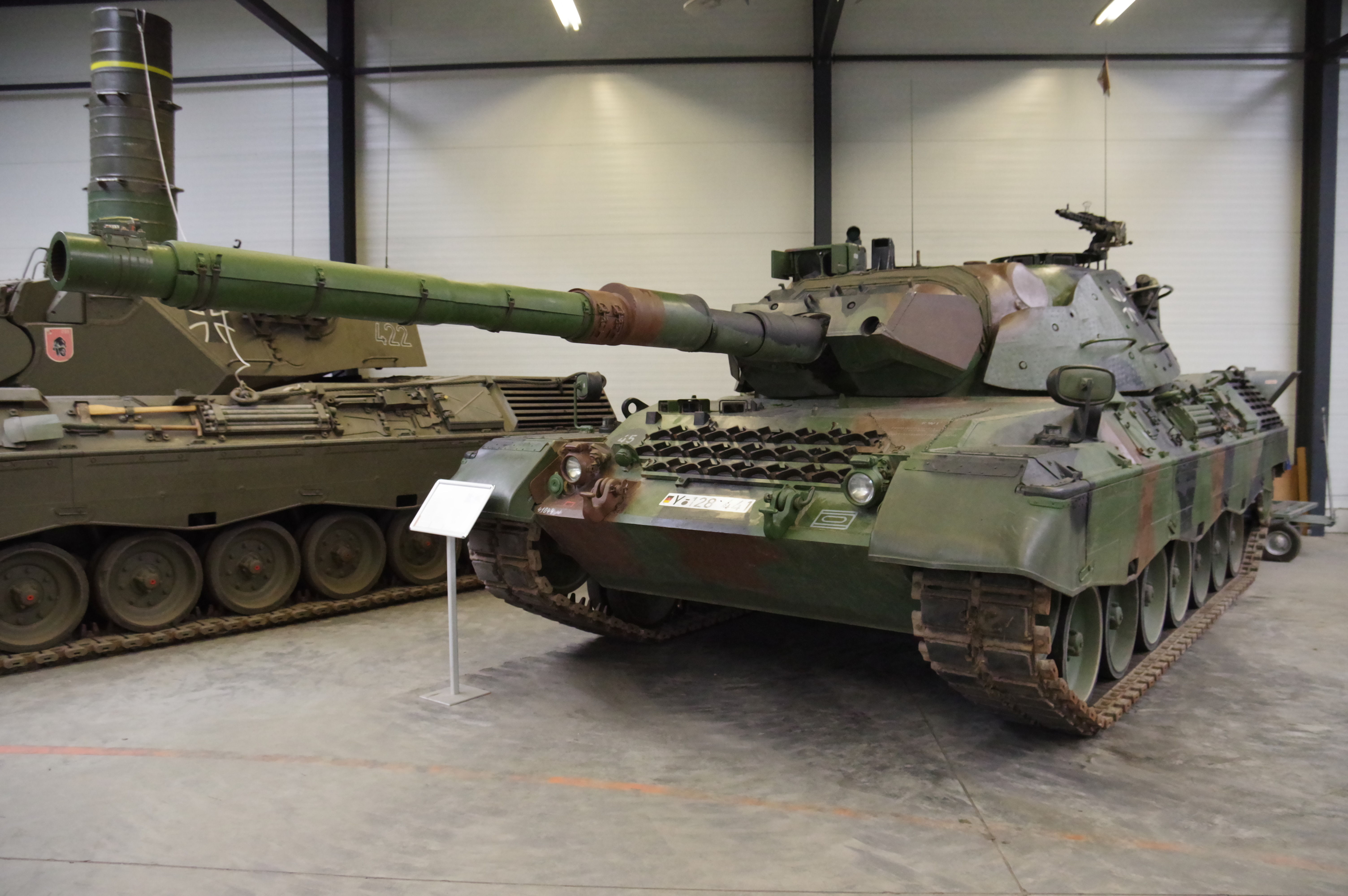
Leopard 1 A5
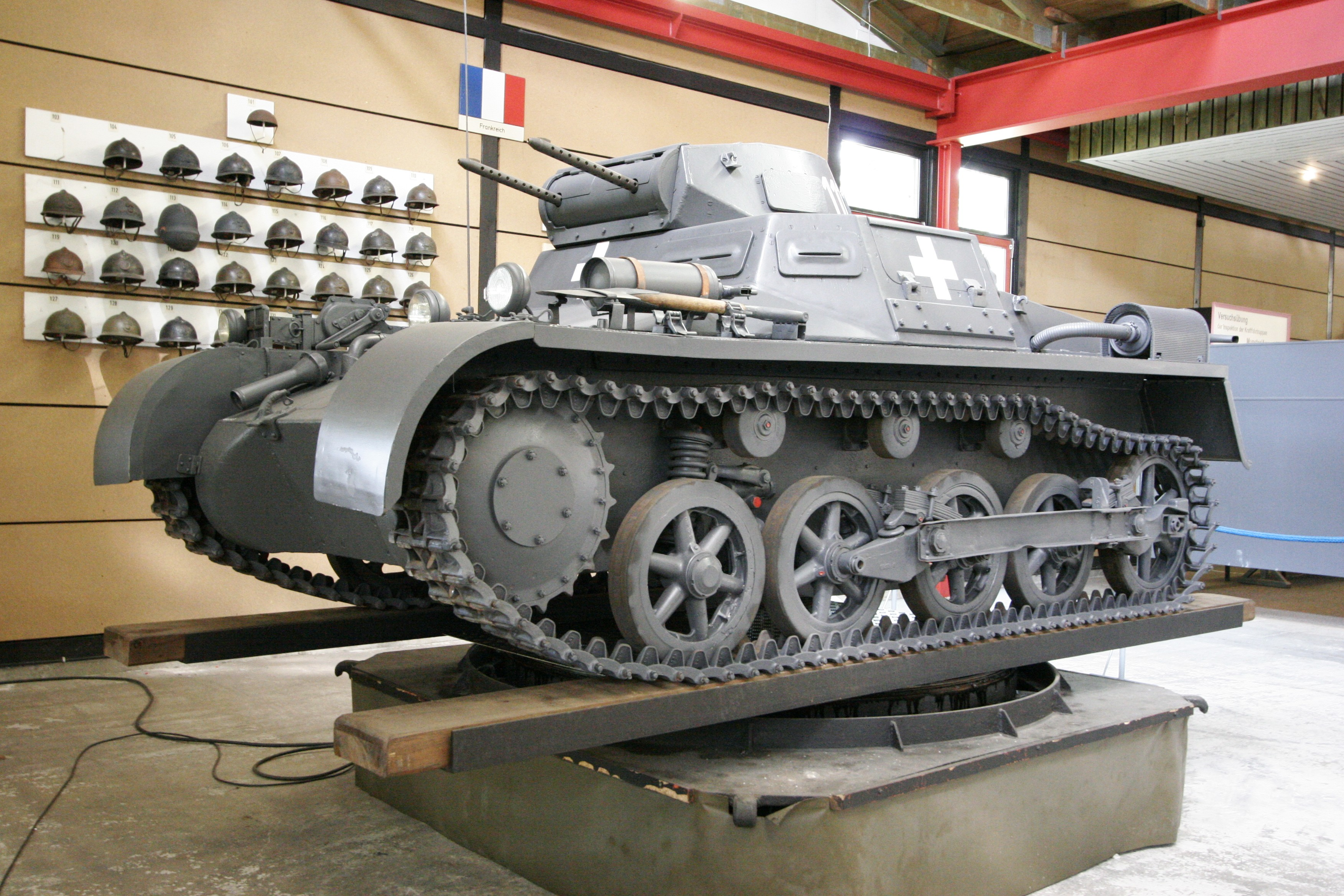
Panzerkampfwagen I
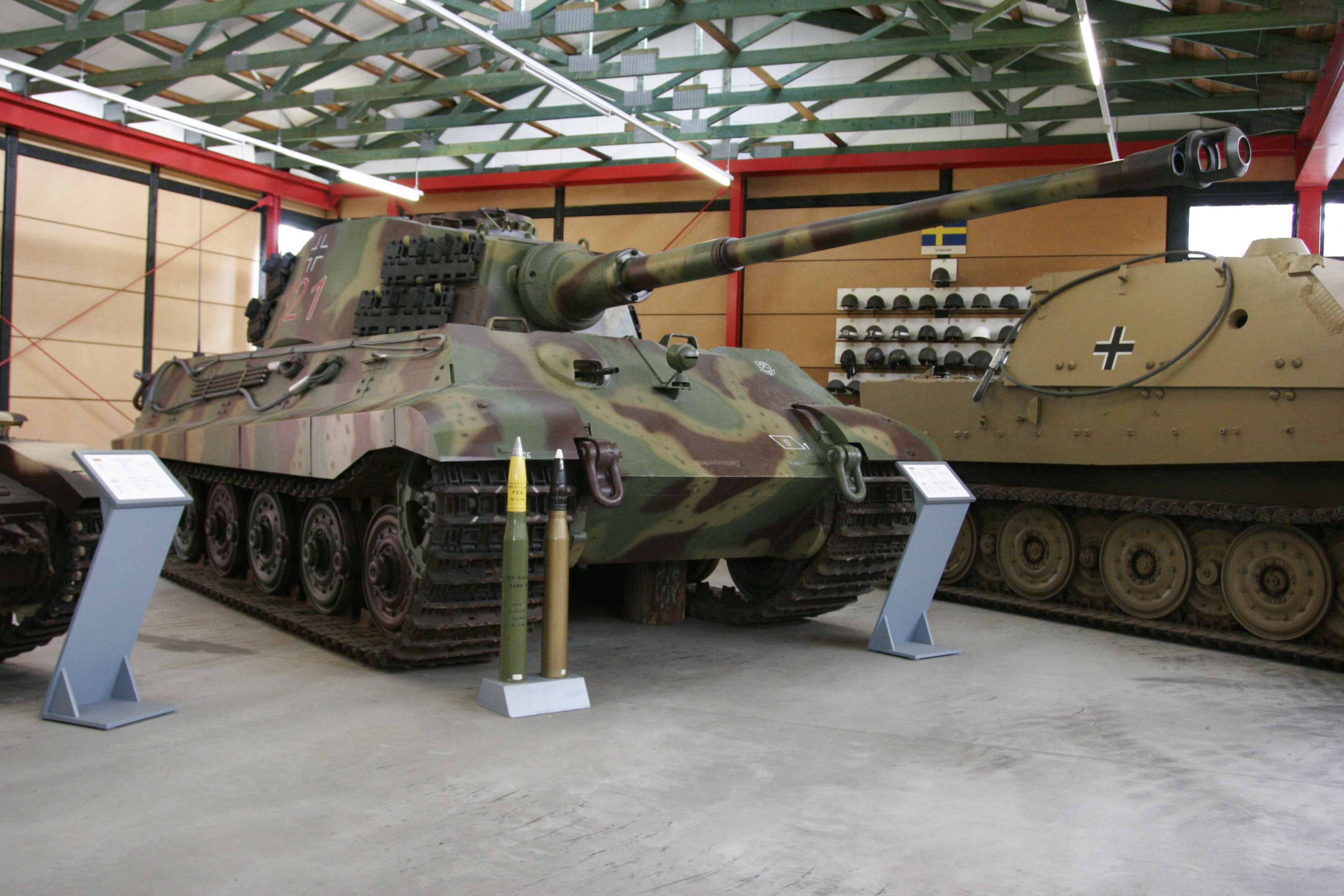
Panzerkampfwagen VI B Königstiger
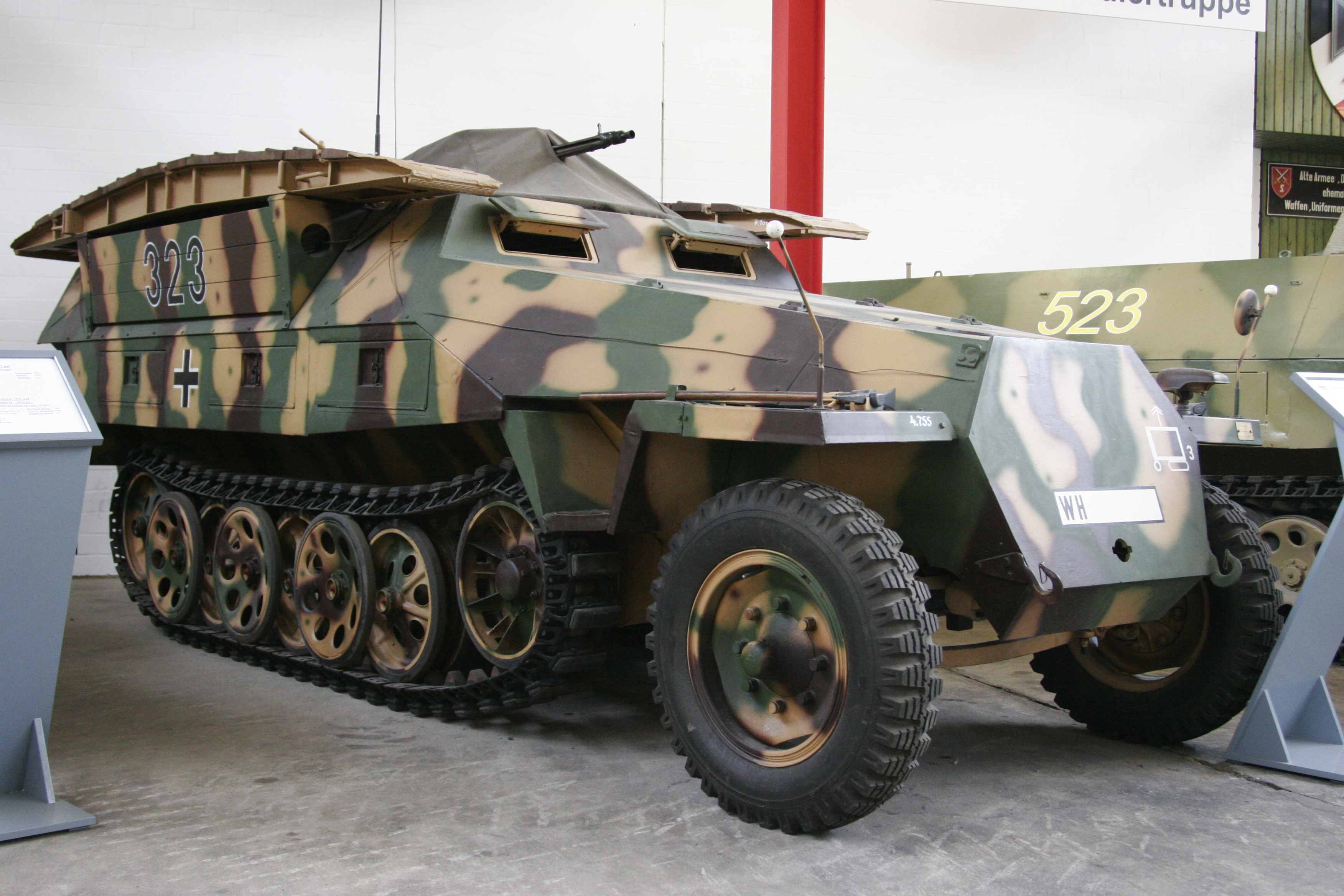
Sd.Kfz.251/7
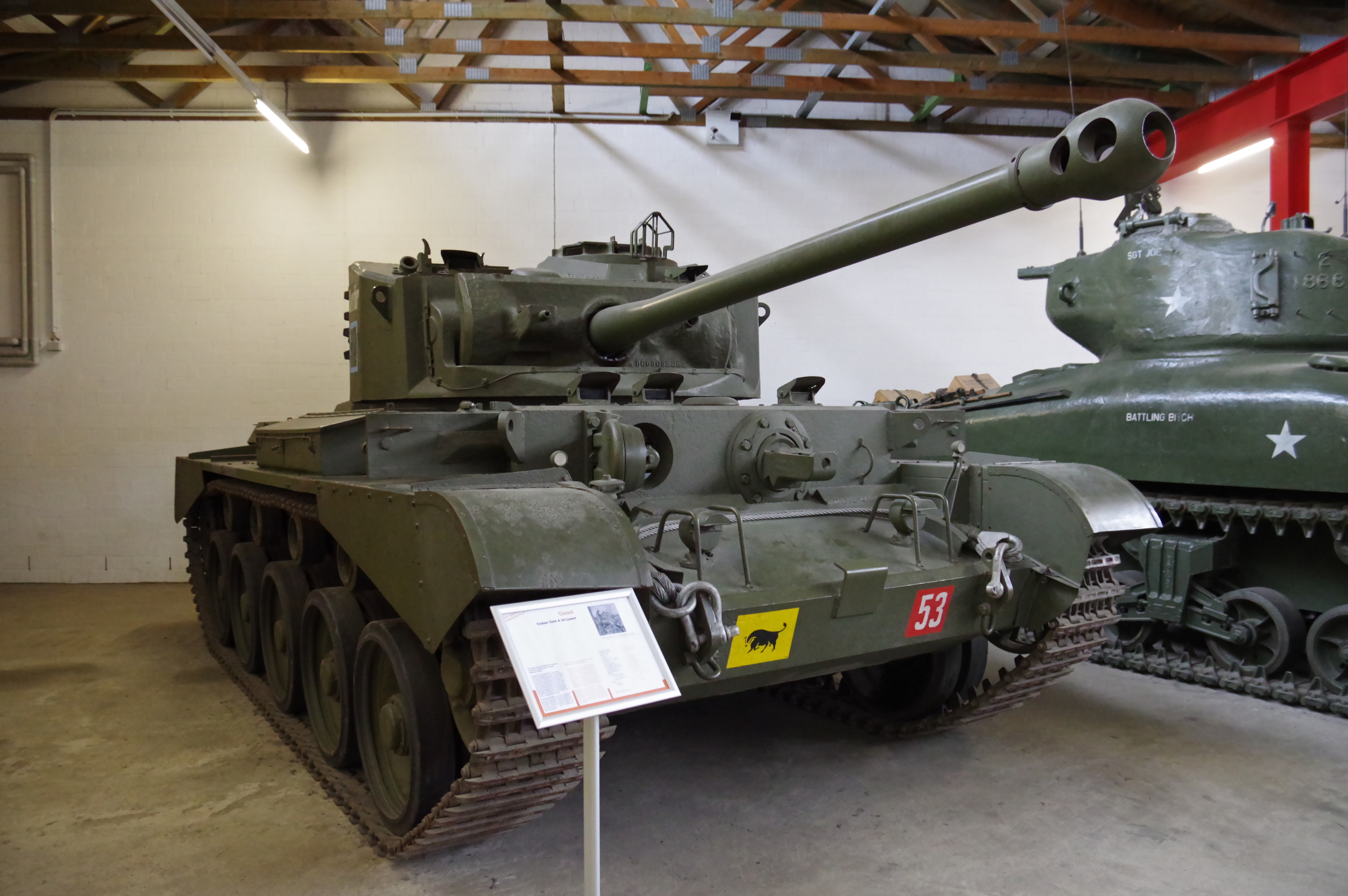
Cruiser Tank A 34 Comet